# Phakettia ridleyi
Phakettia ridleyi är en svampdjursart som först beskrevs av Arthur Dendy 1887.  Phakettia ridleyi ingår i släktet Phakettia och familjen Dictyonellidae. Inga underarter finns listade i Catalogue of Life.